# Рудник Пайонір
Рудник Пайонір – колишній гірничодобувний майданчик на австралійському острові Тасманія. 
Алювіальні поклади олова виявили в долині струмка Bradshaw's Creek (лівобережжя річки Рінгарума) у 1877 році, а в 1882-му для їх розробки створили Pioneer Tin Mining Company. Майже два десятиліття вона вела обмежену дільність, допоки в 1900-му не натрапили на новий багатий поклад. Це дало поштовх до розвитку копальні, що в 1909-му навіть запустила власну ГЕС Муріна потужністю 1 МВт (отримувала ресурс через водовід завдовжки 2,7 кілометра від греблі Муріна, яка мала висоту 18 метрів, довжину 197 метрів та була першою в історії країни насипною греблею з бетонним облицюванням). 
Копальня діяла до 1929 року та за період з початку розробки видала 9195 тонн олов’яного концентрату, що містив біля 6,4 тисячі тонн олова. За іншими даними, діяльність Pioneer Tin Mining Company завершилась в 1932-му.
В 1933-му ГЕС Муріна продали компанії Endurance Tin Mining Company, яка володіла розташованою за кілька кілометрів північніше копальнею Ендюренс (у підсумку електростанція пережила і її та була закрита лише в 2008 році).
В 1966 – 1972 роках на місці колишньої копальн Пайонір вели обмежені роботи, яка дозволили вилучити лише 66 тонн концентрату.
Наразі колишній кар’єр на місці головного покладу затоплений водою та відомий як озеро Пайонір-Лейк.